# احمدرضا درویش
احمدرضا درویش (زاده ۱۳۴۰ در تویسرکان) کارگردان، تهیه‌کننده و فیلم‌نامه‌نویس اهل ایران است.

## زندگی و کارنامه
احمد رضا درویش در دوم مرداد ۱۳۴۰ در تویسرکان متولد شد. وی فارغ‌التحصیل رشته گرافیک و معماری است. فعالیت هنری را از سال ۱۳۶۱ با کارگردانی نمایش‌های تلویزیونی آغاز کرد. 
وی برای سال‌ها فعالیت فرهنگی نشان افتخار جهادگر عرصه فرهنگ و هنر و نشان درجه یک هنری دریافت کرده‌ است. 
درویش در سال ۱۳۶۶ قصد ساخت نخستین فیلمش بنام کانی مانگا را داشت. ولی در پیش تولید و مقدمات از ساخت کناره گرفت و کارگردانی به سیف الله داد محول شد. سپس در سال ۱۳۶۸ اولین فیلم سینمایی خود با نام آخرین پرواز را کارگردانی کرد. سه فیلم نخست وی، آثار خوش ساخت و با فروش متوسط بودند که مورد توجه منتقدین نیز قرار نگرفت.ولی ساخت کیمیا در سال ۱۳۷۳ که چهارمین اثر او بود، توانست نظر منتقدان را جذب کند. کیمیا اثری درخشان بود که جایزه ویژه داوران فجر را به وی اختصاص داد. سرزمین خورشید فیلم بعدی وی نخستین فیلم بیگ پروداکشن وی بود که اثری تحسین شده در پانزدهمین جشنواره فجر شد.  متولد ماه مهر در سال ۱۳۷۸ ششمین اثر وی به‌شمار می‌رفت که با استقبال جوان‌ها و با واکنشهای مختلفی از طرف منتقدان، دست‌اندرکاران سینما و مسئولان فرهنگی روبه‌رو شد. دوئل که از آن به عنوان عظیم‌ترین فیلم ژانر دفاع مقدس یاد می‌شود در سال ۱۳۸۲ با کارگردانی درویش ساخته شد. فیلم نامه دوئل، یکی از فیلم نامه‌های بسیار خوب، در چند دهه اخیر سینمای ایران است. دوئل دارای فیلمبرداری بیگ پروداکشن و صدای دالبی است.
احمد رضا درویش دو بار برای فیلم‌های دوئل و روز رستاخیز برنده سیمرغ بلورین بهترین کارگردانی و بهترین فیلم جشنواره فیلم فجر شده‌ است.

## فیلم‌شناسی

### نویسنده و کارگردان
- ۱۳۹۲ - رستاخیز
- ۱۳۸۲ - دوئل
- ۱۳۷۸ - متولد ماه مهر
- ۱۳۷۵ - سرزمین خورشید
- ۱۳۷۳ - کیمیا
- ۱۳۷۰ - آذرخش
- ۱۳۶۹ - ابلیس
- ۱۳۶۸ - آخرین پرواز

### نویسنده
- ۱۳۶۳ - کانی مانگا
- ۱۳۶۴ - حکایت اول – زنجیرهای ابریشمی

### مستند
- ۱۳۸۸ - مستند تبلیغاتی میرحسین موسوی[۲][۳]
- ۱۳۸۰ - مستند تبلیغاتی سید محمد خاتمی[۳]

## سوابق مدیریتی
- رئیس هیئت مدیره مؤسسه فرهنگ تماشا از سال ۱۳۷۷
- عضو هیئت مؤسس موزه سینمای ایران ۱۳۷۷
- مدیر عامل خانه سینما ۱۳۷۵–۱۳۷۹
- عضو شورای عالی سیاست گذاری خانه سینما ۱۳۷۱–۱۳۷۶
- عضویت در شورای مرکزی کانون کارگردانان ۱۳۷۰–۱۳۷۴
- دبیر اولین جشن بزرگ سینمای ایران
- داور جشنواره‌های فیلم فجر در ۴ دوره
- عضو هیئت مدیره انتشارات علمی و فرهنگی از سال 1393 تا 1397

## جوایز
- رستاخیز ۱۳۹۲ (نامزد 13 جایزه و برنده 9 سیمرغ بلورین از جشنواره فیلم فجر از جمله برنده جایزه بهترین فیلم و بهترین کارگردانی) و جایزه ویژه مصطفی عقاد
- دوئل ۱۳۸۳ (نامزد ۱۱ جایزه و برنده ۷ سیمرغ بلورین از جشنواره فیلم فجر، تحسین شده در جشنواره‌های پوسان (کره جنوبی)، دانمارک، آسیا پاسیفیک (ژاپن)، تیبورون (آمریکا)
- متولد ماه مهر ۱۳۷۸ (نامزد ۹ جایزه و برنده ۳ سیمرغ بلورین از جشنواره فیلم فجر)
- سرزمین خورشید ۱۳۷۶ (نامزد ۱۳ جایزه و برنده ۷ سیمرغ بلورین از جشنواره فیلم فجر)
- کیمیا ۱۳۷۴ (نامزد ۹ جایزه و برنده ۳ سیمرغ بلورین از جشنواره فیلم فجر، حضور در جشنواره مونترال کانادا، حضور در جشنواره ویتنام و …)
- در مراسم تجلیل از جهادگران عرصه فرهنگ، هنر و رسانه که توسط توسط سپاه حضرت محمد رسول‌الله (ص) برگزار شد از احمدرضا درویش تجلیل شد.[۴]